# Бошан (Валь-д’Уаз)
Бошан (фр. Beauchamp) — муниципалитет во Франции, в регионе Иль-де-Франс, департамент Валь-д'Уаз. Население — 8 986 человек (1999).
Муниципалитет расположен на расстоянии около 21 км северо-западнее Парижа, 11 км восточнее Сержи.

## Демография
Динамика населения (Cassini и INSEE):